# Free (álbum de Iggy Pop)
Free es el decimoséptimo álbum de estudio del músico estadounidense Iggy Pop, cuya publicación está programada para el 6 de septiembre de 2019.

## Lista de canciones
| N.º | Título                                  | Duración |  |
| 1.  | «Free»                                  | 1:48     |  |
| 2.  | «Loves Missing»                         | 4:19     |  |
| 3.  | «Sonali»                                | 3:30     |  |
| 4.  | «James Bond»                            | 4:31     |  |
| 5.  | «Dirty Sanchez»                         | 4:21     |  |
| 6.  | «Glow in the Dark»                      | 3:57     |  |
| 7.  | «Page»                                  | 4:08     |  |
| 8.  | «We Are the People»                     | 3:13     |  |
| 9.  | «Do Not Go Gentle into That Good Night» | 1:48     |  |
| 10. | «The Dawn»                              | 2:08     |  |